# آیتور مونروی
آیتور مونروی (انگلیسی: Aitor Monroy؛ زادهٔ ۱۸ اکتبر ۱۹۸۷) بازیکن فوتبال اهل اسپانیا است.
از باشگاه‌هایی که در آن بازی کرده‌است می‌توان به باشگاه فوتبال اتلتیکو مادرید، باشگاه فوتبال شریف تیراسپول، باشگاه فوتبال سی‌اف‌آر کلوژ، باشگاه فوتبال مکابی پتخ تیکوا، و باشگاه فوتبال اتلتیکو مادرید بی اشاره کرد.